# Міжнародна соціологічна асоціація
Міжнародна соціологічна асоціація (англ. International Sociological Association) — міжнародне об'єднання національних і регіональних організацій, дослідницьких інститутів, які ведуть наукову роботу в галузі соціології.

## Діяльність організації
Заснована 1949 на конгресі в Осло. Діє під егідою ЮНЕСКО. Міжнародна соціологічна асоціація передбачає й індивідуальне членство. За статутом головними цілями організації є сприяння міжнародних соціологічним дослідженням, розвиток контактів між соціологами, організація міжнародного обміну інформацією в галузі соціології, проведення всесвітніх соціологічних конгресів.

### Керівні органи
- Рада представників національних асоціацій та обираний нею Виконавчий комітетом на чолі з президентом.
- Дослідницька рада.
- Секретаріат Міжнародної соціологічної асоціації — Мілан.

Україна представлена в Міжнародній соціологічній асоціації Соціологічною асоціацією України.
Всесвітні соціологічні конгреси проходять з 1950 Радянські вчені брали участь у роботі всесвітніх соціологічних конгресів, починаючи з 1959.